# バニラ (橘いずみの曲)
「バニラ」は、橘いずみの4枚目のシングル。1993年9月22日に発売。発売元はSony Records。規格品番はSRDL-3711。

## 概要
- 3枚目のアルバム『太陽が見てるから』の先行シングル。
- 橘も須藤晃と共に音楽プロデューサーとして参加。
- 楽器演奏は須藤と2人で全て行う。

## 収録曲
作詞・作曲：橘いずみ　編曲：橘いずみ・須藤晃
1. バニラ（3分40秒）
2. ハムレット（4分14秒）

## 楽曲の収録アルバム
- バニラ
  - オリジナル『太陽が見てるから』（1994年）
  - ベスト『GOLDEN☆BEST 橘いずみ』（2002年）
  - ベスト『GOLDEN☆BEST 橘いずみ+榊いずみ 20th Anniversary』（2012年）
  - CD-BOX『Izumi works from 1992-1997 〜Sony Music Years Complete Box〜』（2019年）
- ハムレット
  - オリジナル『太陽が見てるから』
  - CD-BOX『Izumi works from 1992-1997 〜Sony Music Years Complete Box〜』